# Mount Queequeg
Mount Queequeg är ett berg i Antarktis. Det ligger i Västantarktis. Argentina, Chile och Storbritannien gör anspråk på området. Toppen på Mount Queequeg är 945 meter över havet, eller 524 meter över den omgivande terrängen. Bredden vid basen är 5,6 km.
Terrängen runt Mount Queequeg är kuperad västerut, men österut är den platt. Trakten är obefolkad. Det finns inga samhällen i närheten.